# Judo Club Basel
Der Judo Club Basel wurde 1935 unter dem Namen Jiu-Jitsu-Club Basel gegründet. Der Namenswechsel auf den heutigen Namen wurde 1945 veranlasst. Der Verein zählt rund 250 Mitglieder und ist Mitglied im Schweizerischen Judo & Ju-Jitsu Verband.

## Trainingsstätte
Das Dojo des Vereins befindet sich zentral in der Innenstadt von Basel im Hirschgässlein 21. Es ist auch mit einer kleinen Bar ausgestattet, die regelmäßig für Sitzungen des Vereins verwendet wird.

## Geschichte
Der Verein wurde als einer der ältesten Budo-Vereine in der Schweiz am 9. Mai 1935 gegründet. Im Gründungsprotokoll ist kein Name vermerkt. Dieser wurde erst am 28. Juli 1935 mit Jiu-Jitsu-Club Basel angegeben. 1945 erfolgte die Namensänderung auf Judo Club Basel. Dies aus dem Grund, dass alle dem Schweizerischen Verband angeschlossenen Vereine sich Judo-Club nennen. Heute gehört der Verein zu den grössten Judo-Clubs in der Schweiz.

## Erfolge

### 1950er
Die Mannschaft vom Judo Club Basel war von 1955 bis 1958 ununterbrochen Schweizer Meister.
- Erste Goldmedaille an den Einzel-Schweizermeisterschaften

### 2000er
In den 2000ern gewannen die Judoka des Clubs mehrere Goldmedaillen bei den Schweizermeisterschaften.
Die Mannschaft der Damen kämpft in der Nationalliga A der Schweiz und erreicht in der Saison 2008 den 3. Platz.

## Sektionen

### Judo
Die Sektion Judo ist die grössere der beiden Sektionen. Es können alle nach dem Absolvieren einen Einführungskurses Mitglied werden. Die grösste Gruppe der Mitglieder in der Sektion Judo sind Kinder und Jugendliche.

### Jiu Jitsu
Die Sektion Jiu Jitsu gibt es seit Gründung des Vereins. Da Trainings erst ab Jugendalter angeboten werden, ist sie die kleinere Sektion des Vereins.

## Logo
Das Logo vom Judo Club Basel zeigt einen Baselstab gemalt mit kalligraphischer Technik. Im Hintergrund ist die aufgehende Sonne zu sehen. Es ist 2007 neu eingeführt worden.